# Oluf Wold-Torne
Oluf Wold-Torne (født 7. november 1867 i Son i Oslofjorden ; død 19. marts 1919 i Kristiania, Oslo) var en norsk maler og tegner.
Wold-Torne var gennem flere vintre i 1890'erne elev på Zahrtmanns malerskole. Han foretog studieture til Frankrig,hvor mødet med arbejder af blandt andet Paul Cézanne, Vincent van Gogh og de franske impressionister fik betydning for hans fremtidige arbejde, malestil, farveholdning.
Wold-Torne udførte også tegninger til bogbind, broderier og keramiske vaser, herunder dekorationer for Porsgrunds Porcelænsfabrik.
Han arbejdede også sammen med sin kone Kristine Laache (Kris Laache) om tekstiler. Han var den dekorative kunstner, hun udførte tekstilerne.
Fra 1912-17 var han overlærer ved Statens håndverks- og kunstindustriskole ('Tegneskolen') i Oslo, hvor han selv havde været elev.
| - Oluf Wold-Torne - Thorvald Erichsen : malerne Oluf Wold-Torne og Alfred Hauge, 1894 - 'Ringerikemalerne', o. 1899 Kris Torne (i sort, hustru) og fra venstre Ingeborg Motzfeldt Løchen, Oluf Wold-Torne, Lalla Hvalstad, Gerhard Munthe og Johanna Bugge - Oluf Wold-Torne i interiør af Thorvald Erichsen, 1901 - Selvportræt, 1905 |

| - Udvalg af malerier af Oluf Wold-Torne efter år - Agna med Riven, 1892 - Aften, 1894 - Fra Kviteseid, 1897 - Portræt af Thorvald Erichsen, 1898 - Hest i fjellet, ca. 1902 - Fra Seljord, 1906 - Fajansekatten, 1907 - Efterårsblomster og æbler, 1908 - Ved klaveret, 1909 - Blått badehus, 1911 - Hans kone Kris Torne (no) med en buket roser, 1915 - Efterårsblomster, 1916 - Blomster, 1916 - 'Genier og frugtkurve', 1919 |

| - Andre arbejder af Oluf Wold-Torne - Dekorativ tekstil, 1904 - "Rønnebær og fugl". Dekoration på spisestel, 1908 - Plakat, 1915 - Urne og fugle |